# 亨宁·弗伦策尔
亨宁·弗伦策尔（德語：Henning Frenzel，1942年5月3日—），德国男子足球运动员，司职前锋。他曾代表德国联队参加1964年夏季奥林匹克运动会足球比赛，获得一枚铜牌。